# Глен-Гейвен (переписна місцевість, Вісконсин)
Глен-Гейвен (англ. Glen Haven) — переписна місцевість (CDP) в США, в окрузі Грант штату Вісконсин. Населення — 64 особи (2020).

## Географія
Глен-Гейвен розташований за координатами 42°50′9″ пн. ш. 91°3′39″ зх. д. / 42.83583° пн. ш. 91.06083° зх. д. (42.835793, -91.060736).  За даними Бюро перепису населення США в 2010 році переписна місцевість мала площу 6,06 км², з яких 5,78 км² — суходіл та 0,28 км² — водойми.

## Демографія
Згідно з переписом 2010 року, у переписній місцевості мешкали 73 особи в 39 домогосподарствах у складі 24 родин. Густота населення становила 12 осіб/км².  Було 62 помешкання (10/км²).
Расовий склад населення:
| - 100,0 % — білих |

До двох чи більше рас належало 0,0 %. Частка іспаномовних становила 0,0 % від усіх жителів.
За віковим діапазоном населення розподілялося таким чином: 11,0 % — особи молодші 18 років, 38,3 % — особи у віці 18—64 років, 50,7 % — особи у віці 65 років та старші. Медіана віку мешканця становила 65,5 року. На 100 осіб жіночої статі у переписній місцевості припадало 108,6 чоловіків;  на 100 жінок у віці від 18 років та старших — 103,1 чоловіків також старших 18 років.
Середній дохід на одне домашнє господарство  становив 42 269 доларів США (медіана — 25 625), а середній дохід на одну сім'ю — 40 447 доларів (медіана — 36 875). За межею бідності перебувало 37,2 % осіб, у тому числі 78,6 % дітей у віці до 18 років та 11,8 % осіб у віці 65 років та старших.
Цивільне працевлаштоване населення становило 25 осіб. Основні галузі зайнятості: роздрібна торгівля — 40,0 %, оптова торгівля — 16,0 %, сільське господарство, лісництво, риболовля — 16,0 %.